# 楠木直道
楠木 直道（くすのき なおみち、1900年5月10日 - 1983年8月17日）は、日本の経営者。大分県出身。

## 経歴
1924年に東京帝国大学工学部機械工学科を卒業し、同年に東京石川島造船所に入社し、自動車部に配属。1937年に東京自動車工業(現在のいすゞ自動車)に転じ、取締役、常務、専務を経て、1962年11月に社長に就任。1965年6月には会長に就任。
1962年10月に藍綬褒章を受章し、1964年4月に紺綬褒章を受章し、1970年11月に勲三等瑞宝章を受章。
1983年8月17日膵臓癌のために死去。83歳没。